# Novo Horizonte (Timóteo)
Novo Horizonte é um bairro do município brasileiro de Timóteo, no interior do estado de Minas Gerais. Localiza-se no distrito-sede, estando situado na Regional Nordeste. Segundo o censo demográfico de 2022, realizado pelo Instituto Brasileiro de Geografia e Estatística (IBGE), sua população era de 1 956 habitantes e havia 696 domicílios particulares permanentes ocupados.
De acordo com o IBGE, em 2010 a população era de 1 921 habitantes e havia 603 domicílios particulares.

## História
O bairro foi fundado em volta de uma indústria de tijolos, assim como o bairro Olaria, vizinho do Novo Horizonte. Em 1945, foi construído em área do atual Novo Horizonte o Forno Hoffmann, que serviu para a produção de tijolos destinados à edificação das residências da vila operária da então Acesita, atual Aperam South America.
Embora não tenha sido construído como parte do projeto da vila operária da Acesita, o bairro estava situado em área de expansão prevista, da mesma forma que ocorreu com outros bairros da cidade, como São Cristóvão, Timirim, Serenata e Santa Maria. Havia sido projetado pela Acesita na década de 1950, mas sua construção foi realizada somente em 1982, em uma parceria entre a empresa e o Banco Nacional da Habitação (BNH).

## Descrição
As ruas no bairro, em sua maioria são numeradas, o que causa grande confusão de quem é de fora da cidade. Dependendo de onde é feita a consulta, são encontradas por extenso (Rua Setenta e Quatro) e em outros em números (Rua 74). Mas isso não causa nenhum dano ao serviço postal brasileiro, os Correios, já que não importa como esteja o endereço, eles conseguem deduzir.[carece de fontes?]
Construído em 1945 e desativado na década de 60, o Forno Hoffmann foi usado posteriormente como casa noturna, mas precisou ser isolado devido ao estado de conservação. Apesar de ter sido abandonado e sofrido desabamento de paredes e do telhado, o local é utilizado para estudos e ocasionalmente recebe atividades culturais e ocupações. Devido à importância histórica e cultural, a edificação foi tombada como patrimônio cultural de Timóteo em 2022. No ano seguinte, foi assinada uma ordem de serviço para a concepção de um projeto de restauro.
No bairro Novo Horizonte está situado o Instituto Municipal de Educação Técnica (IMET), instituição de ensino voltada para a educação infantil. Contrariando o nome do IMET, não há uma escola técnica ou de ensino superior no bairro. A localidade também conta com uma quadra poliesportiva de esportes e lazer. Além da quadra de futebol e campo de futebol, tem quiosques cobertos para o convívio social dos moradores da região.

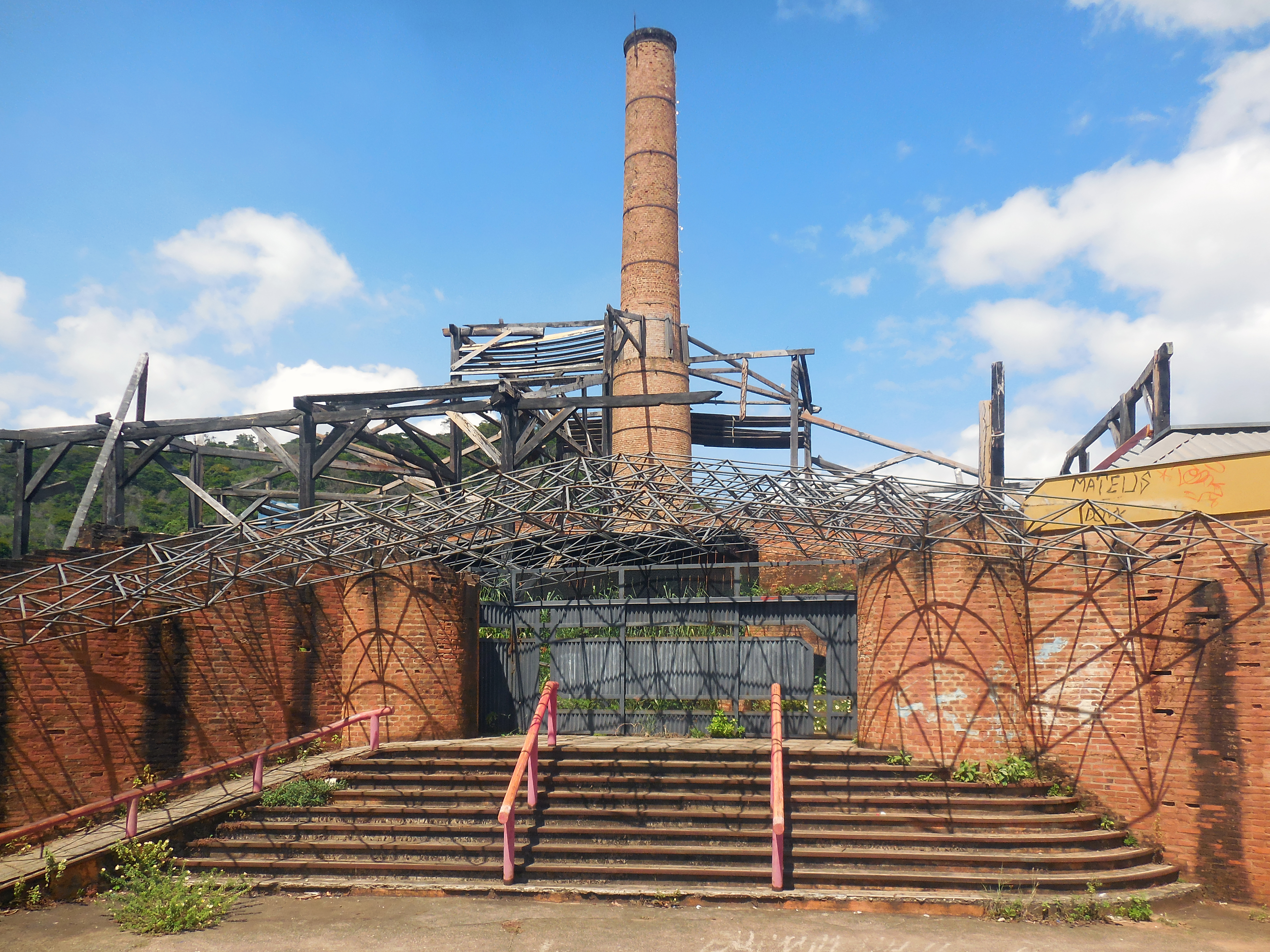
Forno Hoffmann
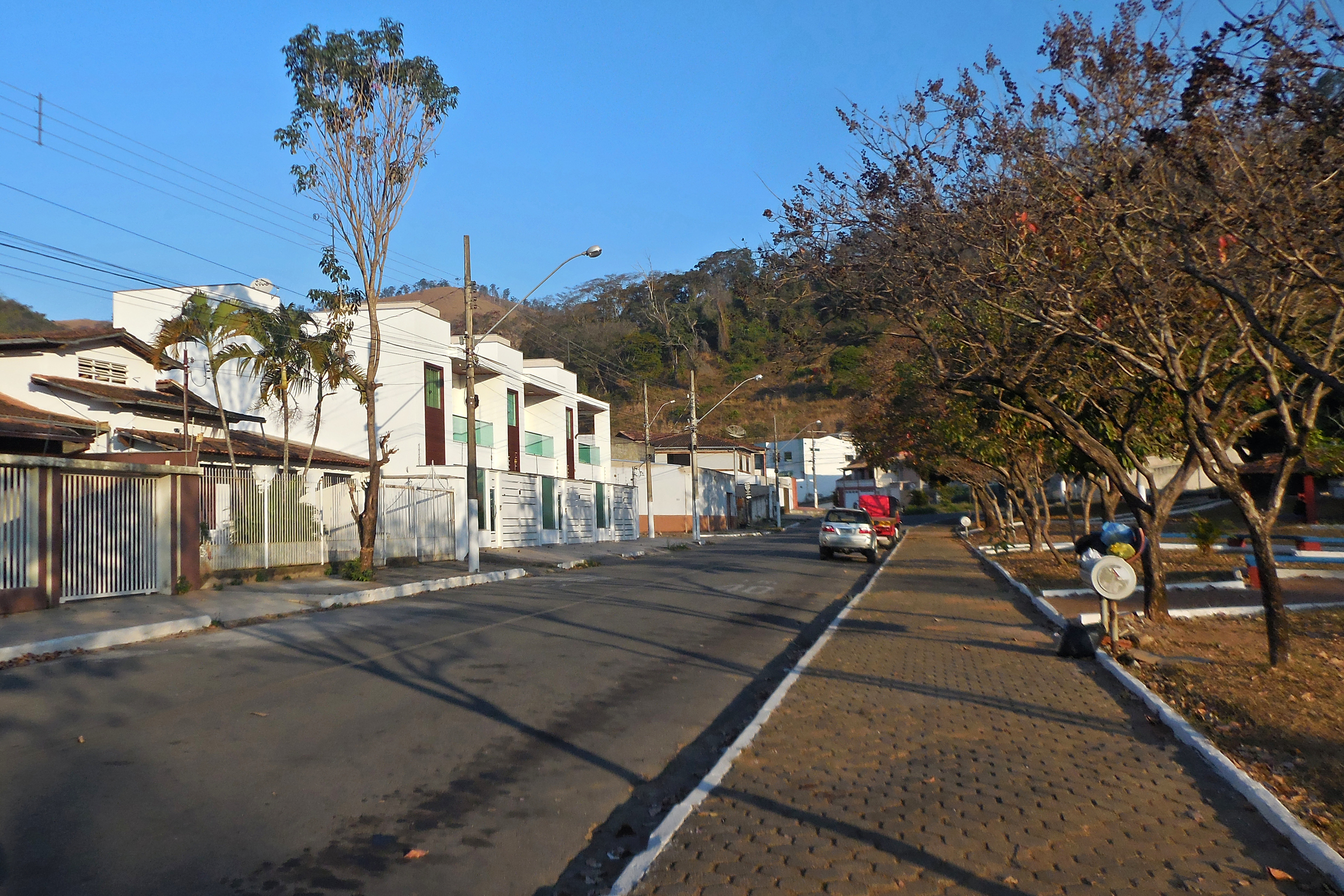
Avenida Maria Rodrigues de Carvalho
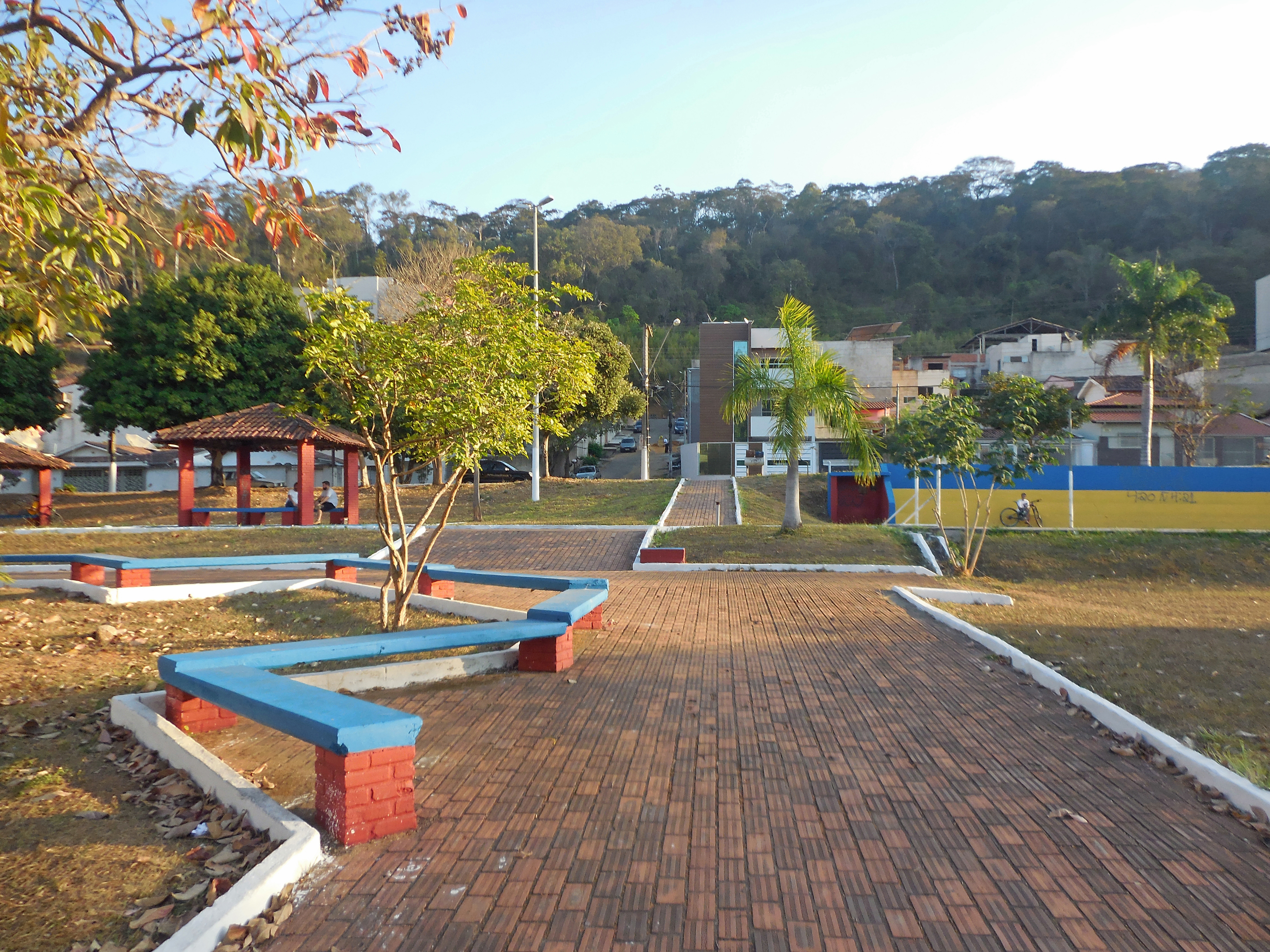
Interior da Praça do Novo Horizonte